# Tenuipalpus heteropyxis
Tenuipalpus heteropyxis är en spindeldjursart som beskrevs av Meyer 1993. Tenuipalpus heteropyxis ingår i släktet Tenuipalpus och familjen Tenuipalpidae. Inga underarter finns listade i Catalogue of Life.